# Gheorghe Lăpădeanu
Gheorghe Lăpădeanu (n. 30 august 1929, Cluj - d. 19 martie 2005) a fost un inginer, primar al municipiului Cluj în perioada 1960-1968  și viceprimar în perioada 1968-1972, membru în Marea Adunare Națională în perioada 1964-1968. În 1 februarie 1972 a fost destituit din funcțiile politice și administrative ocupate, pe motiv ca ar fi trădat linia partidului prin cumpărarea unei case particulare în Cluj (parter + etaj) în anul 1971, pe malul stâng al Someșului, aproape de stadionul municipal. 
S-a născut în anul 1929. Tatăl său, Gheorghe Lăpădeanu, a fost descendentul unei familii de țărani cu 6 copii din Aruncuta. Din cauza sărăciei de acasă, specifică țăranilor cu mulți copii și pământ puțin, Gheorghe Lăpădean a pleacat cu familia din Aruncuta la Cluj, în căutarea unui loc de muncă. Astfel viitorul primar s-a născut la Cluj, în anul 1929. Dupa terminarea școlii profesionale lucrează ca lăcătuș la întreprinderile Clujana și Metalul Roșu, iar în perioada 1950-1955 devine student al Facultății de Mecanică din cadrul Institutului politehnic din Cluj. În 1952 se căsătorește cu Marta Suătean. Are doi copii, Mircea și Lucia. Ultimul loc de muncă, de unde s-a și pensionat în 1989, a fost Trustul de Construcții Cluj, unde a deținut mai mulți ani funcția de director tehnic și director comercial. În 19 martie 2005 a decedat, fiind înmormântat la Cluj-Napoca. Tehnocrat, cu o largă viziune și inițiativă, exigent și foarte bun organizator este considerat artizanul modernizării municipiului Cluj în perioada socialistă. A creat nenumărate spații verzi, asumându-și riscul scoaterii acestora din circuitul agricol [ utilizate dupa 1989 pentru construirea de biserici ortodoxe prin bunavointa primarilor postdecembriști) și a dispus întocmirea de hărți cadastrale pe întreg teritoriul municipiului, Clujul fiind singurul oraș din Romania care a întocmit hărți cadastrale în perioada comunistă, acestea fiind deosebit de utile pentru proiectele de dezvoltare a utilităților de energie ,apă și gaz. Ritmul construcțiilor de locuințe, la inceput de mandat , a fost de circa 300 - 400 apartamente /an , pentru ca în anul 1968 numărul acestora să ajungă la circa 1500 apartamente noi /an. Alte obiective cu rezonanță realizate în perioada mandatului său: Casa de cultură a studenților (1961), Cinema Republica (1961), modernizarea și extinderea Teatrului Maghiar de Stat, Sala Sporturilor (1961) și numeroasele cămine studențesti din zona Hasdeu. A înlaturat din peisajul orașului zonele insalubre și rău famate din periferia orașului, cum a fost cartierul " Bufnița " (actualul cartier "Iris"), părți din cartierul Mănaștur (zona est-vest) etc.